# Timaná
Timaná è un comune della Colombia facente parte del dipartimento di Huila.
Il centro abitato venne fondato da Pedro de Añasco nel 1538.